# Yves Laroche
Pour les articles homonymes, voir Laroche.
Yves Laroche, né à Montréal en 1964, est un poète, essayiste, photographe et professeur.

## Biographie
Né en 1964, à Montréal, Yves Laroche étudie la littérature à l'Université de Montréal, où il obtient sa maîtrise en 1992.  
Il enseigne la littérature au cégep de Sainte-Foy depuis 1995. Il est également le cofondateur de la revue Nouaison. 
En 2006, il publie son premier recueil de poésie, L'alcool des jours et des feuilles, aux Éditions du Noroît. Il travaille en collaboration avec Louis-Jean Thibault et Claude Paradis pour les recueils Reculez falaise et Carnet d'un improbable été, dans lesquels il accompagne leurs poèmes par des photographies,. 
Il publie dans plusieurs revues littéraires, dont Liberté, Québec français et Nuit blanche,, en plus de participer à des événements comme Le mois de la poésie et aux Vendredis de poésie,.

## Œuvres

### Poésie
- L'alcool des jours et des feuilles, Montréal, Éditions du Noroît, 2006, 88 p. (ISBN 2-89018-583-4)

- Fulgurites ou l'effet haïku, Montréal, Éditions du Noroît, 2014, 75 p. (ISBN 9782890188754)

### Essais
- Le Désaveuglé : Parcours de l'oeuvre de Robert Melançon, Montréal, Éditions du Noroît, 2008, 250 p. (ISBN 2890185702 et 978-2890185708)

### Collaborations
- Louis-Jean Thibault (photogr. Yves Laroche), Reculez falaise, Montréal, Éditions du Noroît, 2007, 100 p. (ISBN 978-2-89018-620-0)
- Jean Désy (préf. Yves Laroche), Vivre ne suffit pas, Montréal, XYZ, coll. « Étoiles variables », 2011, 148 p. (ISBN 9782892616408)

- Claude Paradis (photogr. Yves Laroche), Carnet d'un improbable été, Montréal, Éditions du Noroît, 2013, 86 p. (ISBN 9782890188174)
- Vincent Lambert, Yves Laroche et Claude Paradis (dir.), La tombe ignorée : lectures d'Eudore Évanturel, Montréal, Nota bene, 2019, 201 p. (ISBN 9782895187011)